# بوريس غريزلوف
بوريس غريزلوف (بالروسية: Борис Вячеславович) (ولد في 15 ديسمبر, 1950) سياسي روسي ورئيس مجلس الدوما سابقا. من 29 ديسمبر 2003 إلى 14 ديسمبر 2011. غريزلوف زعيم حزب روسيا المتحدة أحد أكبر الأحزاب السياسية الروسية، كما أنه حليف مقرب من فلاديمير بوتين.

## روابط خارجية
- بوريس غريزلوف على موقع IMDb (الإنجليزية)
- بوريس غريزلوف على موقع مونزينجر (الألمانية)
- بوريس غريزلوف على موقع كينوبويسك (الروسية)